# Lasioglossum pavo
Lasioglossum pavo là một loài Hymenoptera trong họ Halictidae. Loài này được Sakagami mô tả khoa học năm 1989.